# Aniquilação pósitron-elétron
Uma aniquilação pósitron-elétron ocorre quando um elétron e um pósitron (a antipartícula do elétron) colidem.  O resultado da colisão é o aniquilamento do elétron e do pósitron, e a criação de fótons de radiação gama ou, com menos frequência, outras partículas.
O processo deve satisfazer uma série de leis de conservação, entre elas:
- Conservação da carga elétrica.  A carga da rede antes e depois é zero.
- Conservação do momento linear e da energia total.  Isso proíbe a criação de um único raio gama. Entretanto, na teoria quântica de campos esse processo está permitido; ver exemplos de aniquilamento.
- Conservação do momento angular.

Assim como com qualquer dois objetos carregados, elétrons e pósitrons também podem interagir um com o outro sem aniquilamento, em geral por meio da dispersão elástica.